# 小行星9106
小行星9106（英語：9106 Yatagarasu）是一颗围绕太阳公转的小行星。1997年1月3日，日本業餘天文家小林隆男在澳洲大泉天文台（Siding Spring Observatory）发现了此天体，以日本神話的三足烏鴉「八咫烏」命名。
这颗小行星的绝对星等为23.38171863374868等。